# Cottocomephorus inermis
Cottocomephorus inermis är en fiskart som först beskrevs av Yakovlev, 1890.  Cottocomephorus inermis ingår i släktet Cottocomephorus och familjen Cottocomephoridae. Inga underarter finns listade i Catalogue of Life.